# Låsberget
Låsberget är ett berg i Ludvika kommun väster om sjön Väsman och länsväg 604, mellan Saxdalen och Sunnansjö. Låsbergets topp ligger 385 meter över havsytan.